# Амира, Беньямин
Беньямин Амира (ивр. בנימין אמירה‎; 3 июня 1896, Могилёв-Подольский — 20 января 1968, Иерусалим) — израильский математик. Муж математика Дивши Амира.

## Биография
Эмигрировал с семьёй в Тель-Авив в 1910, где посещал гимназию «Герцлия». Продолжил изучать математику в Женевском университете, после чего перешёл в Гёттингенский университет в 1921, для того чтобы сделать докторантуру под руководством Эдмунда Ландау. После получения звания доктора наук в 1924 провёл короткий период в Женевском университете в качестве приват-доцента. После чего, с 1925 помогал Эдмунду Ландау создавать Математический институт Еврейского университета в Иерусалиме. Там же стал первым штатным сотрудником института. В 1951 основал Journal d'Analyse Mathématique, который редактировал вместе с Зеевом Нехари и Менахемом Шиффером. Вышел на пенсию в 1960 году.